# Sega Master System
Il Sega Master System (セガ・マスターシステム?, Sega Masutā Shisutemu), in Giappone Sega Mark III (セガマークIII?, Sega Māku Surī), è una console per videogiochi a 8 bit basata su cartucce e distribuita in Giappone a partire nel 1985 e nel resto del mondo a partire dal 1987, sino al 1996.
Diretto successore del SG-1000, è stato lanciato sul mercato per competere con il Famicom prodotto da Nintendo. Della console sono state vendute 13 milioni di unità, contro le oltre 60 milioni del concorrente. Il Master System è considerato una delle piattaforme più longeve soprattutto per via della sua popolarità in Brasile, qui commercializzato anche dopo i primi anni 2000.

## Storia

### Il Mark III e la diffusione in Giappone

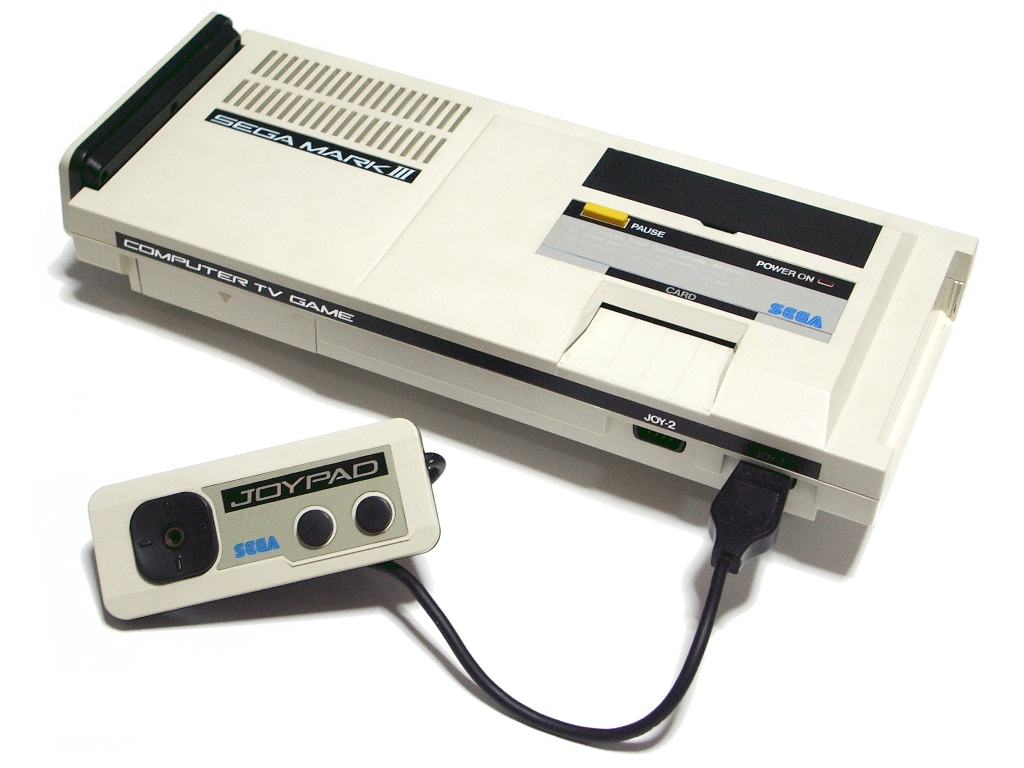
Sega Mark III

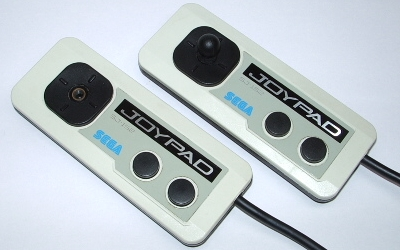
Gamepad del Sega Mark III

Nell'ottobre 1985 SEGA mise in commercio in Giappone il Sega Mark III per competere con la console Nintendo, distribuita nello stesso periodo nel mercato statunitense con il nome di Nintendo Entertainment System. La piattaforma era simile nell'aspetto al SG-1000 II ma presentava alcune migliorie hardware in particolare per il reparto grafico e per quanto riguarda il sonoro. Era inoltre l'unica console della linea dotata di una copertura che preveniva l'accumulo di polvere in corrispondenza dello slot per le cartucce. Il Mark III, venduto al prezzo di lancio di 15 000 yen, non fu un successo commerciale. A un anno dalla introduzione della piattaforma ne furono vendute 1 milione di copie.

### La commercializzazione nel mondo
Il Mark III venne poi ridisegnato per essere venduto al di fuori del Giappone con il nome di Sega Master System. Sebbene la piattaforma presentasse evidenti modifiche estetiche, in particolare per quanto riguarda la forma e il colore, le specifiche hardware erano identiche, ed era venduta con il gioco Hang-On e Safari Hunt; quest'ultimo nella versione che includeva una pistola ottica denominata Light Phaser. Inoltre tale versione aveva anche una uscita S-Video; nel 1987 una nuova versione della console venne distribuita in Giappone: oltre all'aggiunta del FM Sound Unit (opzionale nel Mark III) dotato di un chip sonoro Yamaha YM2413, prevedeva il Rapid Fire Unit e gli occhiali 3D (SegaScope 3-D glasses), venduti in Occidente come accessori esterni.
Per garantire la retrocompatibilità con i videogiochi per SG-1000 la prima versione del Mark III e il Sega Master System prevedevano uno slot per le Sega Card; alcuni dei videogiochi per la console, tra cui Ghost House, My Hero e Super Tennis, sono stati prodotti in questo formato mentre le cartucce da 1 MB del Master System distribuite in Europa e in America sono fisicamente differenti da quelle utilizzate dal Mark III.
In Italia il Sega Master System fu distribuito da Giochi Preziosi e pubblicizzato da diversi testimonial celebri tra cui Jerry Calà e Walter Zenga, dopo un tentativo di commercializzarlo da parte della milanese NBC Italia. Negli Stati Uniti d'America la console fu pubblicamente apprezzata dai critici e conduttori televisivi Gene Siskel e Roger Ebert.
Al fine di contrastare il grandissimo successo che il Nintendo Entertainment System ebbe negli USA, nel 1988 Sega strinse un accordo con Tonka per provare a migliorare le vendite del Master System. L'ultimo gioco giapponese presentato per la console fu Bomber Raid che uscì il 4 febbraio 1989.

### Il Sega Master System II

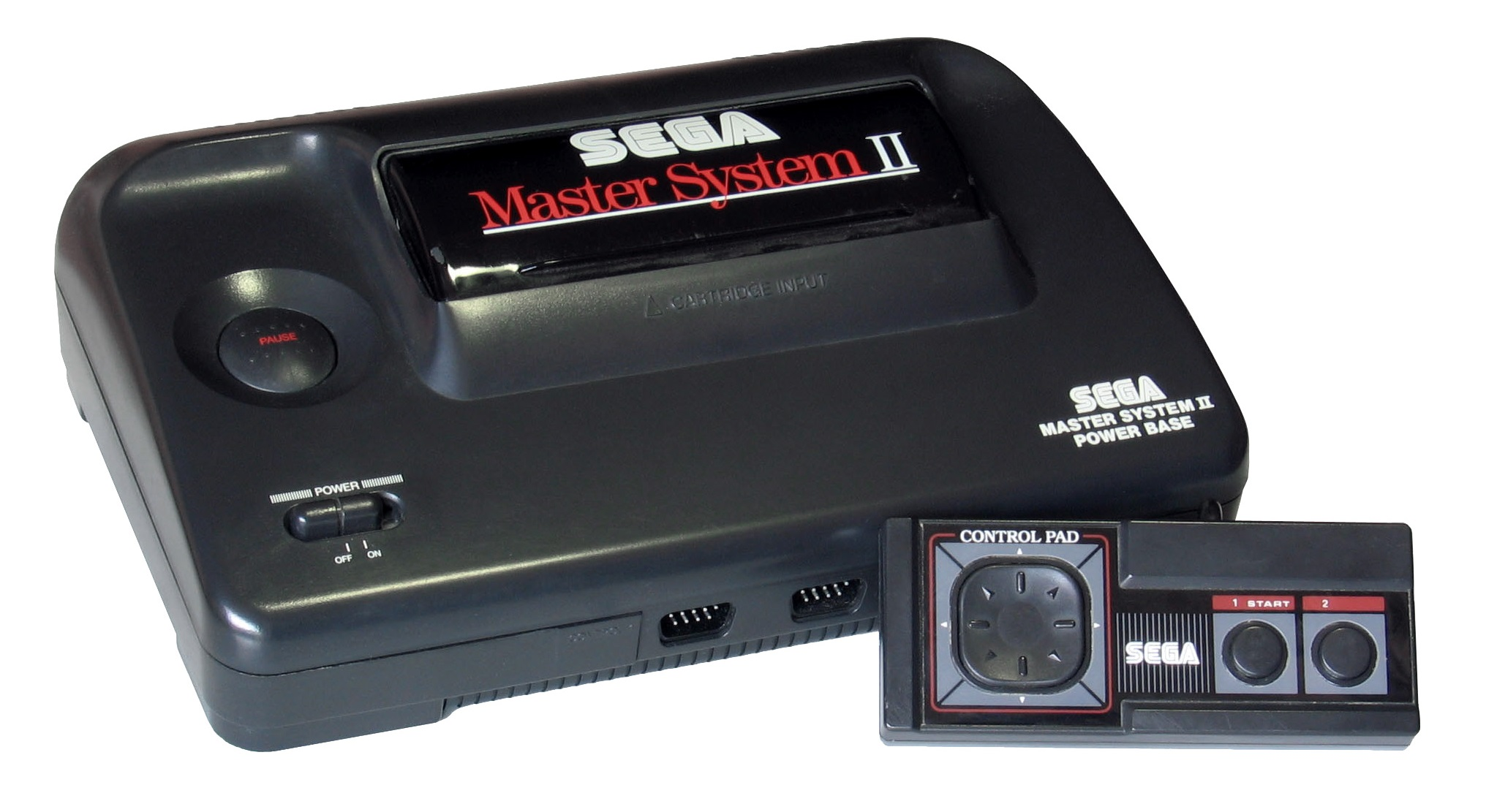
Sega Master System II

La console non riuscì tuttavia ad avere successo sul concorrente NES (si stimava che in quel periodo che per ogni console SEGA venduta, la Nintendo riuscisse a vendere sedici NES) e lo scarso interesse della Nintendo nel mercato europeo, spinse SEGA a riacquistare i diritti di distribuzione da Tonka e produrre nel 1990 una nuova versione della console dal design più moderno, denominata Sega Master System II, rimuovendo alcune funzionalità, come l'uscita S-Video e lo slot per le Sega Card al fine di ridurre i costi di produzione; ma al contrario della versione precedente aveva come gioco integrato Alex Kidd in Miracle World o, successivamente, Sonic the Hedgehog.

### La dismissione e il successo postumo in Brasile
Intanto l'hardware del Sega Master System venne utilizzato per la realizzazione nel 1990 del Game Gear, una console portatile che doveva competere con il Game Boy, prodotto da Nintendo l'anno precedente. Nonostante la presenza di uno schermo LCD a colori e la possibilità di giocare i videogiochi del Master System tramite apposita periferica, anche il Game Gear non riscosse lo stesso successo della console rivale. La console fu dismessa solo nel 1996 in seguito al lancio del Sega Saturn.

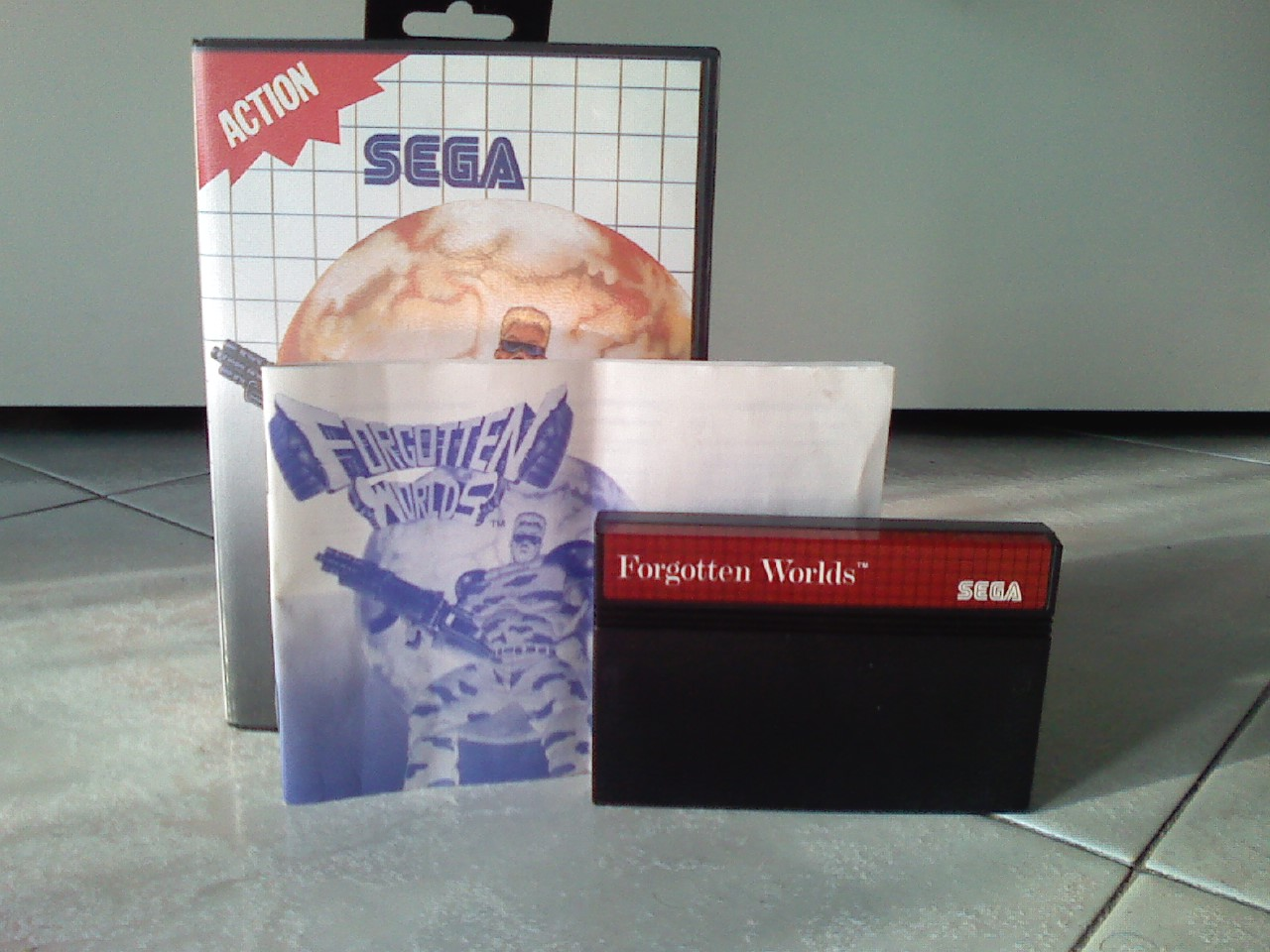
Cartuccia, confezione e istruzioni del gioco Forgotten Worlds per la console.

Tuttavia in Brasile la console ebbe maggior successo rispetto allo stesso mercato europeo, grazie all'accordo stretto con Tectoy. Durante gli anni 1990 l'azienda sudamericana ha prodotto ulteriori versioni della piattaforma come il Master System Compact e il Master System Super Compact, oltre ad occuparsi della localizzazione di molti giochi in lingua portoghese, in alcuni casi sostituendo i protagonisti con personaggi più noti nel paese. Oltre a varie conversioni di titoli per Game Gear adattati per l'hardware della console, nel 1997 venne prodotta anche una versione di Street Fighter II, ispirata ai giochi della serie Street Fighter prodotti per Sega Mega Drive. La console venne commercializzata nel Paese sudamericano anche nel corso degli anni 2000; nel 2008 Tectoy ha distribuito una versione della console denominata Master System III.

## Specifiche tecniche
- CPU: Zilog Z80 a 4 MHz[3][25]
- ROM: 8 kB[25]
- RAM: 8 kB[3][25]
- VRAM: 16 kB[3][25]

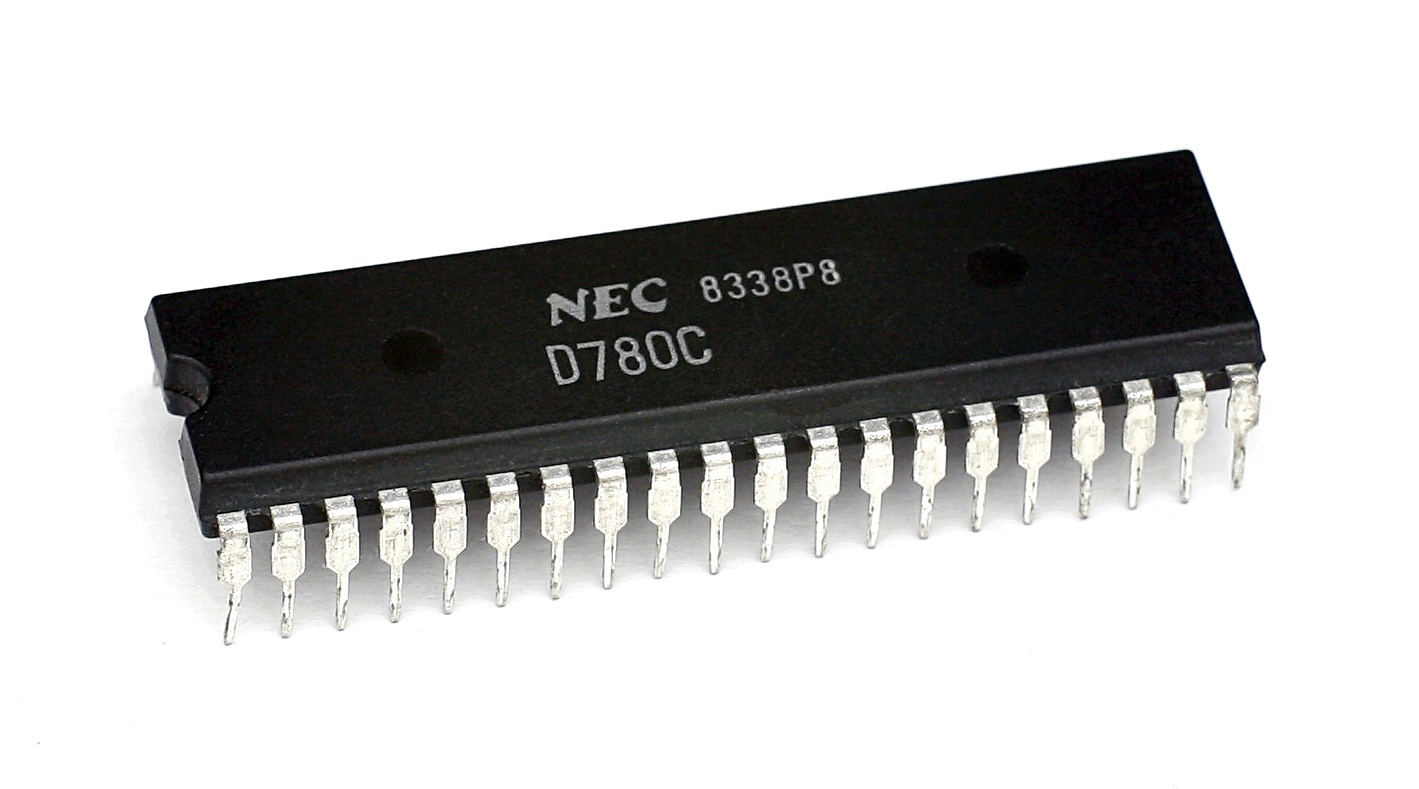
NEC µPD780C

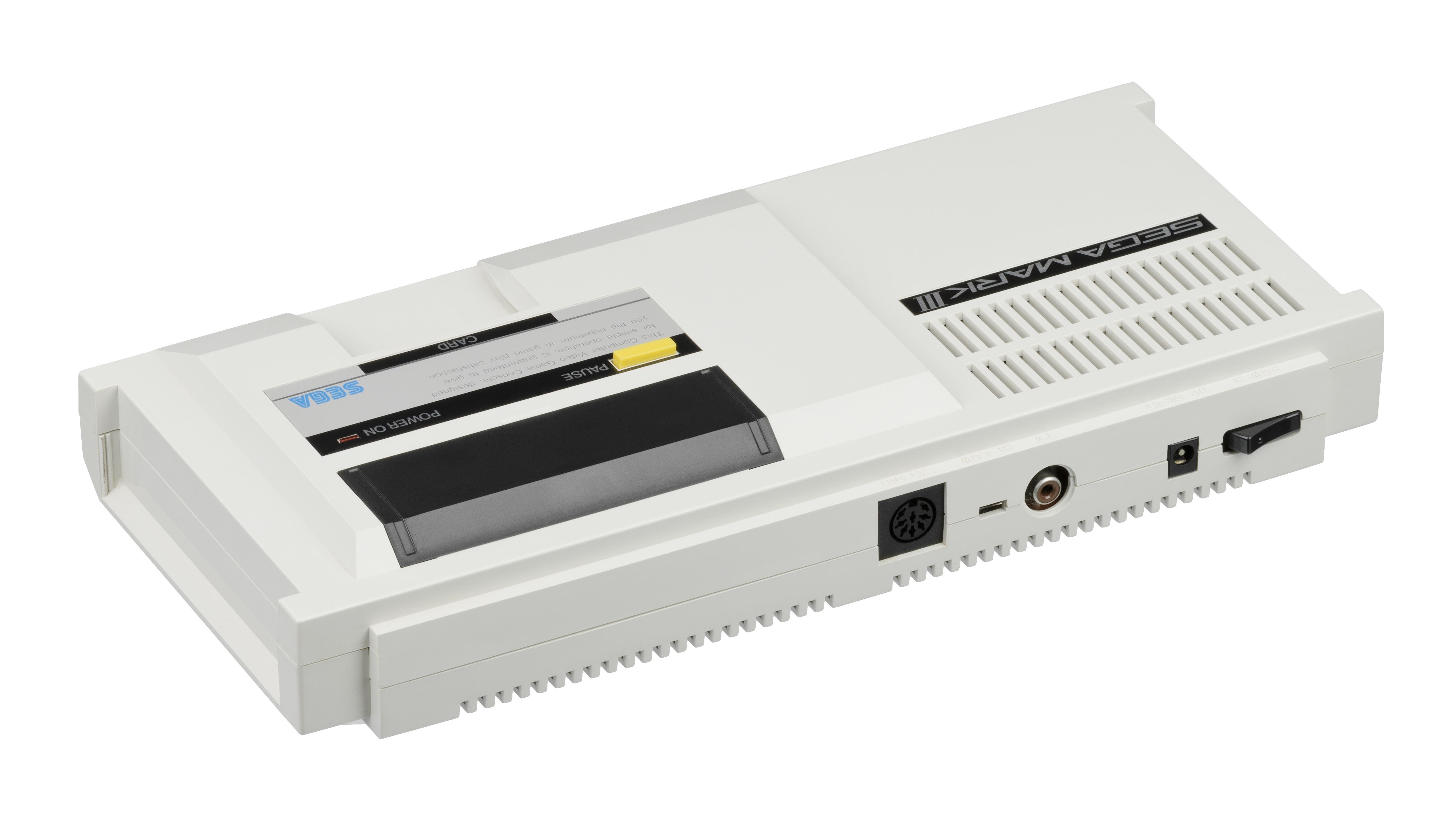
Vista posteriore del Sega SG-1000 Mark III

- GPU: SEGA VDP (Video Display Processor) derivata dal Texas Instruments TMS9918[3]
  - Risoluzione dello schermo 256×192[3][25]
  - Tavolozza di 64 colori[25], fino a 32 colori simultanei[3]
  - Sprite 8x8[25], massimo 32 su schermo[3]
  - Scrolling orizzontale, diagonale, verticale, e misto
- Suono: generatore sonoro programmabile (PSG) Texas Instruments SN76489[26]
  - 4 canali mono[3]
  - 3 generatori di suoni di 4 ottave, 1 generatore di rumore[3]
  - chip sonoro Yamaha YM2413, 9 canali mono FM[3]
- Porte:
  - 1 slot per cartucce[3][25]
  - 1 slot per Sega Card[3][25]
  - Uscita A/V: fornito tramite un modulatore RF (tramite connettore RCA), in alcuni modelli è presente anche una porta alternativa capace di fornire il video composito e RGB (tramite connettore DIN 8 PIN);
Le porte a disposizione sono differenti a seconda della versione e mercato di destinazione.
- Alimentazione: DC 9V, 850mA[27]

## Videogiochi
Tra i più celebri videogiochi per Sega Master System figurano originali come Phantasy Star e Wonder Boy III: The Dragon's Trap, conversioni fedeli di alcuni titoli arcade della stessa SEGA come After Burner, Out Run e Space Harrier, e i videogiochi con protagonista Alex Kidd, mascotte della società giapponese. Oltre ai giochi pubblicati da SEGA, una dozzina di software house di terze parti, tra cui Activision, Acclaim, Codemasters, Image Works, Tengen e U.S. Gold, hanno prodotto titoli per il Sega Master System. L'intero catalogo di videogiochi era composto da oltre 300 titoli, alcuni dei quali sono stati successivamente distribuiti in emulazione per Wii tramite Virtual Console.
AllGame citò tra i migliori giochi per il sistema Ys I: Ancient Ys Vanished, Phantasy Star, Wonder Boy III, Golden Axe Warrior, Rampage e R-Type; tra i migliori usciti su Sega Card cita Spy vs. Spy e Trans-Bot, tra i migliori per pistola ottica Sega Light Phaser cita Safari Hunt e Rescue Mission.
Secondo una selezione fatta dalla rivista Retro Gamer, dieci dei più grandi giochi per Master System sono Psycho Fox, Alex Kidd in Miracle World, Operation Wolf, California Games, R-Type, Baku Baku Animal, Wonder Boy III, Prince of Persia, Sonic the Hedgehog, Phantasy Star. In una selezione successiva, basata sul sondaggio dei lettori, oltre ai già citati vennero nominati anche Shinobi, Castle of Illusion Starring Mickey Mouse, Wonder Boy in Monster Land, Fantasy Zone, Out Run, Alex Kidd in Shinobi World, Wonder Boy, The Ninja, Double Dragon, Enduro Racer, Ninja Gaiden, Asterix, Secret Commando, Choplifter, Golvellius: Valley of Doom, Master of Darkness, Bubble Bobble.